# British Union for the Abolition of Vivisection
L'Union britannique pour l'abolition de la vivisection (ou BUAV pour British Union for the Abolition of Vivisection) est un groupe basé à Londres, en Angleterre, et qui fait campagne pour l'abolition totale de toutes les expérimentations animales.
Il fut fondé en 1898 par Frances Power Cobbe. En 1912, avec 49 bureaux de représentation, la BUAV est la plus grande association au monde contre la vivisection.